# Arie Hashavia
Arie Hashavia(în ebraică: אריה חשביה, n. 15 septembrie 1931 Tel Aviv - d.19 decembrie 2015)  a fost un scriitor, ziarist și traducător israelian

## Biografie
Aria Hashavia s-a născut in 1931 la Tel Aviv, ca fiu al unor părinți evrei care au emigrat din Basarabia cu câțiva ani în urmă. Tatăl său, un veteran al lucrătorilor Ministerului Apărării, se numea la origine Yehoshua Trachtenberg, și și-a schimbat numele la sugestia lui Bialik.
A învățat la gimnaziul „Herzliya” din Tel Aviv, iar la 17 ani a început să lucreze la ziarul „Yediot Aharonot”. Ulterior el a fost printre întemeietorii magazinului LaIshá (Pentru femeie), la care a înființat rubrica de scrisori ale cititoarelor. În anul 1951 a plecat cu vaporul în Statele Unite, stabilindu-se temporar la Hollywood.
Cu acest prilej a luat interviuri unor personalități din istoria Hollywood-ului din partea lui Yediot Aharonot (în seria de articole „Tot adevărul despre Hollywood”  și a revistei israeliene de cinema „Olam Hakolnóa”.
În anii 1960 a scris în cotidianul „Davar” articole in domeniul militar și strategic, apoi la ziarul „Haaretz” în domeniul apărării, al științei și tehnicii, traducând pentru acesta și sute de reportaje din presa mondială.  A redactat și prima rubrica din Haaretz consacrată calculatoarelor.
După studii de istorie generală și istoria Statelor Unite la Universitatea Tel Aviv, Hashavia a devenit specialist în strategie  și a început să lucreze la Institutul Internațional de Strategie din Londra. Acolo s-a împrietenit cu istoricul militar britanic Liddel Hart 
Hashavia a scris si redactat circa 200 cărți. A scris cărți de istorie, ca de exemplu „Ain ahat lemars” (Marte are un singur ochi) care descrie influența cursului vieții lui Moshe Dayan asupra comportamentului său ca lider, de asemenea „Războiul de Yom Kipur”, „Lupta pentru Sf Simion” care descrie luptele de la mănăstirea Sf.Simion, carte care a fost folosită ulterior în academia militară.
Hashavia a tradus in ebraică circa 350 cărți - proză - polițistă și de aventuri și non-ficțiune - istorie etc , de autori ca Ian Fleming, 
Alistair MacLean,Agatha Christie, Jack London, Jules Verne, Emile Zola, Anthony Beevor, etc
Hashavia a locuit la Petah Tikva. El a murit în 2015 dupa o boală îndelungată. A fost căsătorit cu Adina, cu care a avut doi fii, o fiică și șapte nepoți

## Cărți (selecție)
- 1959 - Ain ahat leMars - (Marte are un singur ochi)
- 1959 - Adam sfinot umerhavim (Omul, corăbii și întinderi)
- 1998 - 120 hashanim harishonot:Petah Tikva - em vair (Primii 120 de ani:Petah Tikva - oraș de seamă)
- 2003 _ Nes Tziona:ir im lev shel moshava (Nas Tziona - oraș cu sufletul de moshava)
- 2007 - Lagaat bashamaim:Sipuro shel atayas haiuvri harichon - (Să atingi bolta:povestea primului aviator ebraic)